# Laufwasserkraftwerk Straubing
Das Laufwasserkraftwerk Straubing in der Donau ist Teil der Staustufe Straubing und im Eigentum der Rhein-Main-Donau GmbH.
Das 1992 erbaute Kraftwerk liegt bei Stromkilometer 2.329,78 S und ging am 31. Dezember 1994 in Betrieb. Bei der Bundesnetzagentur wird das Kraftwerk Straubing unter der Nummer BNA0929 geführt. Die Betriebsführung liegt bei der Uniper Kraftwerke GmbH.  Das Krafthaus liegt im rechten Bereich der Donau und leitet in den Südarm der Donau ab. Im mittleren Bereich des Flusses schließt sich das Wehr an, bestehend aus fünf Feldern zu je 24 Meter. Linksseitig liegt die Schleuse Straubing, deren Unterwasser die Alte Donau (Straubing) bildet. Der Stauraum der Staustufe Straubing erstreckt sich über 25 Kilometern Länge bis zum Kraftwerk Geisling. Das Sollstauziel, also der angestrebte Wasserspiegel des Oberwassers, liegt bei 320 m ü. NN.

## Technik

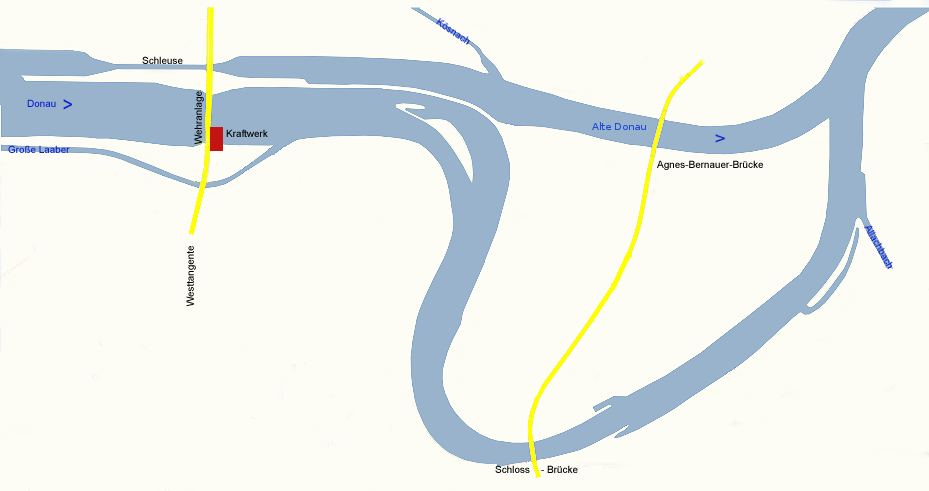
Verlauf der Donau in Straubing

Die elektrische Nennleistung beträgt 21,5 MW bei einem jährlichen Regelarbeitsvermögen von durchschnittlich 145 Millionen Kilowattstunden.  Es sind drei gleiche Maschinensätze installiert, bestehend aus je einer vertikal angeordneten doppelt regulierten Kaplanturbine und direkt gekuppeltem Drehstrom-Generator. Der Laufraddurchmesser der Kaplanturbinen mit je vier verstellbaren Schaufeln beträgt 5,35 Meter. Durch Verstellung der Laufradschaufeln und der 24 Schaufeln des jeweiligen Leitapparates wird der Durchfluss gesteuert. Die Ausbauwassermenge beträgt 501 m³/s, also umgerechnet 167 m³/s je Turbine. Die gekuppelten 50-Hz-Drehstrom-Generatoren speisen über Transformatoren auf der 20-kV-Mittelspannungsebene in das Stromnetz der Bayernwerk AG. Über die westlich des Kraftwerks bestehende Freiluft-Schaltanlage mit Hochspannungstransformatoren erfolgt die Anbindung an das 110-kV-Netz.

### Fallhöhe
Als Fallhöhe werden in den Quellen unterschiedlichste Werte angegeben. Der Eigentümer des Kraftwerks nennt 7,00 Meter. Karten des Landesvermessungsamts geben die Spiegel von Ober- und Unterwasser mit 320,0 und 314,7 an, woraus sich eine Fallhöhe von 5,3 Metern ergeben würde. Eine weitere Quelle gibt als Fallhöhe 5,2 Meter an. Eine Karte der Wasser- und Schifffahrtsverwaltung des Bundes von 2014 gibt die Spiegelhöhe des Unterpegels Straubing mit 314,77 m ü. NN an. Dies entspricht einer Fallhöhe von 5,23 m.